# José Mirtenbaum
José Mirtenbaum Kniebel (15 de enero de 1948, La Paz, Bolivia - 19 de septiembre de 2011, Santa Cruz de la Sierra, Bolivia) fue un sociólogo, psicólogo, antropólogo y profesor boliviano. Es reconocido por asesorar procesos de reivindicaciones sociales en Bolivia. Fue consultor de la Central Obrera Boliviana, Partido Socialista-1, CEJIS, Movimiento al Socialismo (Bolivia), y de Pueblos indígenas. [cita requerida]

## Reseña biográfica
Hijo de León Mirtenbaum y Ella Kniebel, inmigrantes judíos. Desde 1970, estudió Psicología y Sociología en la Universidad Estatal de California, Chico. Luego migró a Nueva York donde fue postulado a un Doctorado en Antropología en The New School por su tesis Coca no es Cocaína.
Se relacionó con figuras como Marcelo Quiroga Santa Cruz y particularmente Filemón Escóbar con quien forjó una amistad cercana durante su dirigencia en la Federación Sindical de Trabajadores Mineros de Bolivia y asesoría en la Central Obrera Boliviana, acompañando procesos mineros como la gesta del decreto supremo 21060 y la Relocalización en Bolivia, así como lo que luego fue la fundación del Movimiento al Socialismo (Bolivia). Su labor en el Centro de Estudios Jurídicos e Investigación Social acompañaron el proceso de reconocimientos constitucionales de los Pueblos indígenas durante la Marcha por el Territorio y la Dignidad. Sus trabajos abordaron principalmente temas indígenas, con miradas sociológicas y antropológicas en torno a los movimientos sociales y a la política nacional boliviana. [cita requerida]
Fue profesor desde 1977 en la Universidad Mayor de San Andrés, luego participó en la creación y dirección de la escuela de Posgrado, en la Universidad Autónoma Gabriel René Moreno.
Estuvo casado con Gabriele Kattinger. Fue padre de seis hijos, Brian, Valeria, Anahí, Aimoré, Samu y Nakai.

## Publicaciones
- Coca no es Cocaína, en Nueva Sociedad. Número 102. Caracas, Venezuela. 1989
- ¿Es verdad que el narcotráfico es un flagelo para el neoliberalismo?, en Revista de Análisis Político "Autodeterminación". Número 9. La Paz, Bolivia. 1991
- Coca no es Cocaína II, en Revista de Humanidades y Ciencias Sociales. Volumen 1. Número 1. UAGRM. Santa Cruz, Bolivia. 1996
- Reflexiones sobre el concepto del desarrollo sostenible y sus paradojas en una época de reformas liberales: el caso boliviano, en Revista de Humanidades y Ciencias Sociales. Volumen 4. Número 1. UAGRM. Santa Cruz, Bolivia. 1998
- Sexualidad, Sociedad y ETS. Editorial de la Universidad Andina Simón. PREVSIDA-GTZ. Sucre, Bolivia. 1998
- Reflexiones metateóricas alrededor de la idea del desarrollo sostenible, en Sociólogos en el Umbral del Siglo XXI. Colegio de Sociólogos de Bolivia. Plural. La Paz, Bolivia. 1999
- El rol de la universidad en el desarrollo de Bolivia: un análisis de contexto y coyuntura, en Revista de Humanidades y Ciencias Sociales. Volumen 6. Números 1-2. UAGRM. Santa Cruz, Bolivia. 2000
- La Doctrina de la Guerra contra las Drogas a la luz del ALCA. Artículo central del Le Monde Diplomatique. La Paz, Bolivia. Noviembre, 2002
- La insurgencia democrático de la Bolivia clandestina. En Artículo Primero. Año 6. Número 11. Santa Cruz, Bolivia. Enero a septiembre, 2002
- Partido e Instrumento político: ¿Dos caras de la misma moneda?. En Artículo Primero. Año 9. Número 17. Santa Cruz, Bolivia. Marzo, 2005
- Arqueología de la Política o a la inversa. En Nueva Crónica de Buen Gobierno. Número 33, p. 5. Plural e Instituto Prisma. La Paz, Bolivia. 2008
- Mandato y mandatos: un día después. En Revista Poder y Placer. Santa Cruz, Bolivia. Agosto, 2008
- Notas sobre la reificación de Evo Morales. En Nueva Crónica de Buen Gobierno. Número 52, p. 4. Plural e Instituto Prisma. La Paz, Bolivia. 2009
- Las características de los conflictos y pactos políticos en Bolivia: Una mirada crítica. En el libro "Conflictos: una mirada hacia el futuro". Fundación Friedrich Ebert, Fundación Boliviana de la Democracia Multipartidaria. Instituto Holandés para la Democracia Multipartidaria. Editorial Creativa. La Paz, Bolivia. 2009
- El brazo manco de una ley corta. En Nueva Crónica de un Buen Gobierno. Número 63, p. 5. Plural e Instituto Prisma. La Paz, Bolivia. 2009
- El escenario estructural boliviano y la nueva Constitución Política del Estado. En Ideas y Debate. Número 1, p. 7. Fundación Hanns Seidel y Fundación Nueva Democracia. Santa Cruz, Bolivia. 2010

- Datos: Q97959269